# Liste des députés allemands de l'Empire allemand (2e législature)
Les députés de la deuxième législature du Reichstag sont les députés du Reichstag élus lors des élections législatives allemandes de 1874 pour la période 1874-1877.

## Liste des députés
| État                                      | District          | Circonscription | Élu                                                 | Parti | Parti           |
| ----------------------------------------- | ----------------- | --- | --------------------------------------------------- | ----- | --------------- |
| Royaume de Prusse (Prusse)                | Königsberg        | 01 (Memel-Heydekrug) | Helmuth Karl Bernhard von Moltke                    |       | KP              |
| Royaume de Prusse (Prusse)                | Königsberg        | 02 (Labiau-Wehlau) | Friedrich Fernow                                    |       | NLP             |
| Royaume de Prusse (Prusse)                | Königsberg        | 03 (Königsberg-Ville) | Julius Dickert                                      |       | DFP             |
| Royaume de Prusse (Prusse)                | Königsberg        | 04 (Fischhausen-Königsberg-Campagne) | Alfred Siegfried                                    |       | NLP             |
| Royaume de Prusse (Prusse)                | Königsberg        | 05 (Heiligenbeil-Preußisch Eylau) | Otto Lobach                                         |       | NLP             |
| Royaume de Prusse (Prusse)                | Königsberg        | 06 (Braunsberg-Heilsberg) | Anton Pohlmann                                      |       | ZEN             |
| Royaume de Prusse (Prusse)                | Königsberg        | 07 (Preußisch Holland-Mohrungen) | Wilhelm von Minnigerode                             |       | KP              |
| Royaume de Prusse (Prusse)                | Königsberg        | 08 (Osterode-Neidenburg) | Carl Donath                                         |       | DFP             |
| Royaume de Prusse (Prusse)                | Königsberg        | 09 (Allenstein-Rößel) | Rudolph Borowski                                    |       | ZEN             |
| Royaume de Prusse (Prusse)                | Königsberg        | 10 (Rastenburg-Friedland-Gerdauen) | Johannes Neumann                                    |       | NLP             |
| Royaume de Prusse (Prusse)                | Gumbinnen         | 01 (Tilsit-Niederung) | Adolf Bernhardi                                     |       | DFP             |
| Royaume de Prusse (Prusse)                | Gumbinnen         | 02 (Ragnit-Pillkallen) | Wilhelm Francke                                     |       | DFP             |
| Royaume de Prusse (Prusse)                | Gumbinnen         | 03 (Gumbinnen-Insterbourg) | Konstanz von Saucken-Julienfelde                    |       | DFP             |
| Royaume de Prusse (Prusse)                | Gumbinnen         | 04 (Stallupönen-Goldap-Darkehmen) | Ludolf Parisius                                     |       | DFP             |
| Royaume de Prusse (Prusse)                | Gumbinnen         | 05 (Angerburg-Lötzen) | Kurt von Saucken-Tarputschen                        |       | DFP             |
| Royaume de Prusse (Prusse)                | Gumbinnen         | 06 (Oletzko-Lyck-Johannisburg) | Robert von Puttkamer                                |       | KP              |
| Royaume de Prusse (Prusse)                | Gumbinnen         | 07 (Sensburg-Ortelsbourg) | Leopold von Hoverbeck                               |       | DFP             |
| Royaume de Prusse (Prusse)                | Dantzig           | 01 (Marienbourg-Elbing) | Wilhelm von Brauchitsch                             |       | KP              |
| Royaume de Prusse (Prusse)                | Dantzig           | 02 (Dantzig-Haut-Dantzig-Bas) | Wilhelm Albrecht                                    |       | NLP             |
| Royaume de Prusse (Prusse)                | Dantzig           | 03 (Dantzig-Ville) | Heinrich Rickert                                    |       | NLP             |
| Royaume de Prusse (Prusse)                | Dantzig           | 04 (Neustadt-Putzig-Karthaus) | Leo von Rybinski                                    |       | Pole            |
| Royaume de Prusse (Prusse)                | Dantzig           | 05 (Berent-Preußisch Stargard-Dirschau) | Michael von Kalkstein                               |       | Pole            |
| Royaume de Prusse (Prusse)                | Marienwerder      | 01 (Marienwerder-Stuhm) | Leopold von Winter                                  |       | NLP             |
| Royaume de Prusse (Prusse)                | Marienwerder      | 02 (Rosenberg-Löbau-en-Prusse-Occidentale (de)) | Rodrigo zu Dohna-Finckenstein                       |       | KP              |
| Royaume de Prusse (Prusse)                | Marienwerder      | 03 (Graudenz-Strasbourg) | Hugo Bieler                                         |       | NLP             |
| Royaume de Prusse (Prusse)                | Marienwerder      | 04 (Thorn-Kulm-Briesen) | Friedrich Meyer                                     |       | NLP             |
| Royaume de Prusse (Prusse)                | Marienwerder      | 05 (Schwetz) | Erasmus von Parczewski                              |       | Pole            |
| Royaume de Prusse (Prusse)                | Marienwerder      | 06 (Konitz-Tuchel) | Anton von Donimirski                                |       | Pole            |
| Royaume de Prusse (Prusse)                | Marienwerder      | 07 (Schlochau-Flatow) | Botho Heinrich zu Eulenburg                         |       | KP              |
| Royaume de Prusse (Prusse)                | Marienwerder      | 08 (Deutsch-Krone) | Friedrich Lehr                                      |       | NLP             |
| Royaume de Prusse (Berlin)                | Berlin            | 01 (Alt-Berlin-Cölln-Friedrichswerder-Dorotheenstadt-Friedrichstadt-Nord) | Adolf Hagen                                         |       | DFP             |
| Royaume de Prusse (Berlin)                | Berlin            | 02 (Schöneberger Vorstadt-Friedrichsvorstadt-Tempelhofer Vorstadt-Friedrichstadt-Sud) | Moritz Klotz                                        |       | DFP             |
| Royaume de Prusse (Berlin)                | Berlin            | 03 (Luisenstadt-Neu-Cölln) | Carl Herz                                           |       | DFP             |
| Royaume de Prusse (Berlin)                | Berlin            | 04 (Luisenstadt-Stralauer Vorstadt-Königsstadt-Est) | Gustav Eberty                                       |       | DFP             |
| Royaume de Prusse (Berlin)                | Berlin            | 05 (Spandauer Vorstadt-Friedrich-Wilhelm-Stadt-Königsstadt-Ouest) | Franz Duncker                                       |       | DFP             |
| Royaume de Prusse (Berlin)                | Berlin            | 06 (Wedding-Gesundbrunnen-Moabit-Oranienburger Vorstadt-Rosenthaler Vorstadt) | Edward Banks                                        |       | DFP             |
| Royaume de Prusse (Brandebourg)           | Potsdam           | 01 (Prignitz-de-l'Ouest) | Gustav von Jagow                                    |       | KP              |
| Royaume de Prusse (Brandebourg)           | Potsdam           | 02 (Prignitz-de-l'Est) | Hermann Rasche                                      |       | NLP             |
| Royaume de Prusse (Brandebourg)           | Potsdam           | 03 (Ruppin-Templin) | Adolf von Arnim-Boitzenburg                         |       | DRP             |
| Royaume de Prusse (Brandebourg)           | Potsdam           | 04 (Prenzlau-Angermünde) | Oskar von Arnim-Kröchlendorff                       |       | DRP             |
| Royaume de Prusse (Brandebourg)           | Potsdam           | 05 (Haut-Barnim) | Edwin von Hacke                                     |       | NLP             |
| Royaume de Prusse (Brandebourg)           | Potsdam           | 06 (Bas-Barnim-Lichtenberg) | Ulrich Maximilian Le Tanneux von Saint-Paul-Illaire |       | DRP             |
| Royaume de Prusse (Brandebourg)           | Potsdam           | 07 (Potsdam-Havelland-de-l'Est-Spandau) | Emanuel Wulfshein                                   |       | NLP             |
| Royaume de Prusse (Brandebourg)           | Potsdam           | 08 (Brandebourg-sur-la-Havel-Havelland-de-l'Ouest) | August Hausmann                                     |       | DFP             |
| Royaume de Prusse (Brandebourg)           | Potsdam           | 09 (Zauch-Belzig-Jüterbog-Luckenwalde) | Fritz von Diederichs                                |       | NLP             |
| Royaume de Prusse (Brandebourg)           | Potsdam           | 10 (Teltow-Beeskow-Storkow-Charlottenbourg-Schöneberg-Neukölln-Wilmersdorf) | Adolf Kiepert                                       |       | NLP             |
| Royaume de Prusse (Brandebourg)           | Francfort         | 01 (Arnswalde-Friedeberg) | Alexander Dann                                      |       | NLP             |
| Royaume de Prusse (Brandebourg)           | Francfort         | 02 (Landsberg-sur-la-Warthe-Soldin) | Theodor Jacobs                                      |       | NLP             |
| Royaume de Prusse (Brandebourg)           | Francfort         | 03 (Königsberg) | Hugo Schroeder                                      |       | NLP             |
| Royaume de Prusse (Brandebourg)           | Francfort         | 04 (Francfort-sur-l'Oder-Lebus) | Eduard von Simson                                   |       | NLP             |
| Royaume de Prusse (Brandebourg)           | Francfort         | 05 (Sternberg-Est-Sternberg-Ouest) | Karl von Waldow und Reitzenstein                    |       | KP              |
| Royaume de Prusse (Brandebourg)           | Francfort         | 06 (Züllichau-Schwiebus-Crossen-sur-l'Oder) | Otto Uhden                                          |       | KP              |
| Royaume de Prusse (Brandebourg)           | Francfort         | 07 (Guben-Lübben) | Rudolph Schulz                                      |       | NLP             |
| Royaume de Prusse (Brandebourg)           | Francfort         | 08 (Sorau-Forst) | Henning von Puttkamer                               |       | NLP             |
| Royaume de Prusse (Brandebourg)           | Francfort         | 09 (Cottbus-Spremberg) | Georg Schacht                                       |       | NLP             |
| Royaume de Prusse (Brandebourg)           | Francfort         | 10 (Calau-Luckau) | Eduard Zimmermann                                   |       | DFP             |
| Royaume de Prusse (Poméranie)             | Stettin           | 01 (Demmin-Anklam) | Helmuth von Maltzahn                                |       | KP              |
| Royaume de Prusse (Poméranie)             | Stettin           | 02 (Ueckermünde-Usedom-Wollin) | Heinrich Dohrn                                      |       | NLP             |
| Royaume de Prusse (Poméranie)             | Stettin           | 03 (Randow-Greifenhagen) | Victor Kolbe                                        |       | NLP             |
| Royaume de Prusse (Poméranie)             | Stettin           | 04 (Stettin) | Carl Theodor Schmidt                                |       | DFP             |
| Royaume de Prusse (Poméranie)             | Stettin           | 05 (Pyritz-Saatzig) | Wilhelm von Schöning                                |       | KP              |
| Royaume de Prusse (Poméranie)             | Stettin           | 06 (Naugard-Regenwalde) | Wilhelm von Flügge                                  |       | KP              |
| Royaume de Prusse (Poméranie)             | Stettin           | 07 (Greifenberg-Cammin) | Carl von Woedtke                                    |       | KP              |
| Royaume de Prusse (Poméranie)             | Köslin            | 01 (Stolp-Lauenbourg) | Carl Friedrich von Denzin                           |       | KP              |
| Royaume de Prusse (Poméranie)             | Köslin            | 02 (Bütow-Rummelsburg-Schlawe) | Waldemar von Puttkamer-Kolziglow                    |       | KP              |
| Royaume de Prusse (Poméranie)             | Köslin            | 03 (Köslin-Colberg-Cörlin-Bublitz) | August von Gerlach                                  |       | KP              |
| Royaume de Prusse (Poméranie)             | Köslin            | 04 (Belgard-sur-la-Persante-Schivelbein-Dramburg) | Conrad von Kleist                                   |       | KP              |
| Royaume de Prusse (Poméranie)             | Köslin            | 05 (Neustettin) | Heinrich Leonhard von Arnim-Heinrichsdorf           |       | KP              |
| Royaume de Prusse (Poméranie)             | Stralsund         | 01 (Rügen-Stralsund-Franzburg) | Friedrich von Behr                                  |       | DRP             |
| Royaume de Prusse (Poméranie)             | Stralsund         | 02 (Greifswald-Grimmen) | Hermann von Vahl                                    |       | NLP             |
| Royaume de Prusse (Posnanie)              | Posen             | 01 (Posen) | Władysław Niegolewski                               |       | Pole            |
| Royaume de Prusse (Posnanie)              | Posen             | 02 (Samter-Birnbaum-Obornik-Schwerin-sur-la-Warthe) | Ludwig Zietkiewicz                                  |       | Pole            |
| Royaume de Prusse (Posnanie)              | Posen             | 03 (Meseritz-Bomst) | Hans Wilhelm von Unruhe-Bomst                       |       | DRP             |
| Royaume de Prusse (Posnanie)              | Posen             | 04 (Buk-Schmiegel-Kosten) | Joseph von Zoltowski                                |       | Pole            |
| Royaume de Prusse (Posnanie)              | Posen             | 05 (Gostyn-Rawitsch) | Roman Czartoryski                                   |       | Pole            |
| Royaume de Prusse (Posnanie)              | Posen             | 06 (Fraustadt-Lissa) | Maximilian von Puttkamer                            |       | NLP             |
| Royaume de Prusse (Posnanie)              | Posen             | 07 (Schrimm-Schroda) | Eustachius von Rogalinski                           |       | Pole            |
| Royaume de Prusse (Posnanie)              | Posen             | 08 (Wreschen-Pleschen-Jarotschin) | Wladislaw von Taczanowski                           |       | Pole            |
| Royaume de Prusse (Posnanie)              | Posen             | 09 (Krotoschin-Koschmin) | Eduard Kegel                                        |       | Pole            |
| Royaume de Prusse (Posnanie)              | Posen             | 10 (Adelnau-Schildberg-Ostrowo-Kempen-en-Posnanie) | Ferdinand von Radziwill                             |       | Pole            |
| Royaume de Prusse (Posnanie)              | Bromberg          | 01 (Czarnikau-Filehne-Colmar-en-Posnanie) | Leberecht von Klitzing                              |       | KP              |
| Royaume de Prusse (Posnanie)              | Bromberg          | 02 (Wirsitz-Schubin-Znin) | Theodor von Bethmann Hollweg                        |       | NLP             |
| Royaume de Prusse (Posnanie)              | Bromberg          | 03 (Bromberg) | Oskar Wehr                                          |       | NLP             |
| Royaume de Prusse (Posnanie)              | Bromberg          | 04 (Hohensalza-Mogilno-Strelno) | Thomas von Kozlowski                                |       | Pole            |
| Royaume de Prusse (Posnanie)              | Bromberg          | 05 (Gnesen-Wongrowitz-Witkowo) | Joseph von Choslowsky                               |       | Pole            |
| Royaume de Prusse (Silésie)               | Breslau           | 01 (Guhrau-Steinau-Wohlau) | Benno Schulze                                       |       | NLP             |
| Royaume de Prusse (Silésie)               | Breslau           | 02 (Militsch-Trebnitz) | August von Maltzan                                  |       | DRP             |
| Royaume de Prusse (Silésie)               | Breslau           | 03 (Groß Wartenberg-Œls) | Wilhelm von Kardorff                                |       | DRP             |
| Royaume de Prusse (Silésie)               | Breslau           | 04 (Namslau-Brieg) | Anton Leopold Allnoch                               |       | DFP             |
| Royaume de Prusse (Silésie)               | Breslau           | 05 (Ohlau-Strehlen-Nimptsch) | Fred von Frankenberg-Ludwigsdorf                    |       | DRP             |
| Royaume de Prusse (Silésie)               | Breslau           | 06 (Breslau-Est) | Julius von Kirchmann                                |       | DFP             |
| Royaume de Prusse (Silésie)               | Breslau           | 07 (Breslau-Ouest) | Franz Ziegler                                       |       | DFP             |
| Royaume de Prusse (Silésie)               | Breslau           | 08 (Neumarkt-Breslau-Campagne) | Victor Ier de Hohenlohe-Ratibor                     |       | DRP             |
| Royaume de Prusse (Silésie)               | Breslau           | 09 (Striegau-Schweidnitz) | Karl von Pückler-Burghauß                           |       | KP              |
| Royaume de Prusse (Silésie)               | Breslau           | 10 (Waldenburg) | Jean-Henri XI d'Hochberg                            |       | DRP             |
| Royaume de Prusse (Silésie)               | Breslau           | 11 (Reichenbach-Neurode) | Egmont Websky                                       |       | NLP             |
| Royaume de Prusse (Silésie)               | Breslau           | 12 (Glatz-Habelschwerdt) | Robert von Ludwig                                   |       | ZEN             |
| Royaume de Prusse (Silésie)               | Breslau           | 13 (Frankenstein-Münsterberg) | Johann von Harbuval-Chamaré-Stolz                   |       | ZEN             |
| Royaume de Prusse (Silésie)               | Oppeln            | 01 (Kreuzburg-Rosenberg-en-Haute-Silésie) | Eduard Georg von Bethusy-Huc                        |       | DRP             |
| Royaume de Prusse (Silésie)               | Oppeln            | 02 (Oppeln) | Franz von Ballestrem                                |       | ZEN             |
| Royaume de Prusse (Silésie)               | Oppeln            | 03 (Groß Strehlitz-Cosel) | Hugues de Hohenlohe-Öhringen                        |       | DRP             |
| Royaume de Prusse (Silésie)               | Oppeln            | 04 (Lublinitz-Tost-Gleiwitz) | Charles de Hohenlohe-Ingelfingen                    |       | DRP             |
| Royaume de Prusse (Silésie)               | Oppeln            | 05 (Beuthen-Tarnowitz) | Edmund von Radziwill                                |       | ZEN             |
| Royaume de Prusse (Silésie)               | Oppeln            | 06 (Kattowitz-Zabrze) | Ludwig Richard Edler                                |       | ZEN             |
| Royaume de Prusse (Silésie)               | Oppeln            | 07 (Pless-Rybnik) | Eduard Müller                                       |       | ZEN             |
| Royaume de Prusse (Silésie)               | Oppeln            | 08 (Ratibor) | Karl von Lichnowsky                                 |       | DRP             |
| Royaume de Prusse (Silésie)               | Oppeln            | 09 (Leobschütz) | Julius Cäsar von Nayhauß-Cormons                    |       | ZEN             |
| Royaume de Prusse (Silésie)               | Oppeln            | 10 (Neustadt-en-Haute-Silésie) | Friedrich zu Stolberg-Stolberg                      |       | ZEN             |
| Royaume de Prusse (Silésie)               | Oppeln            | 11 (Falkenberg-en-Haute-Silésie-Grottkau) | Friedrich von Praschma                              |       | ZEN             |
| Royaume de Prusse (Silésie)               | Oppeln            | 12 (Neisse) | Albert Horn                                         |       | ZEN             |
| Royaume de Prusse (Silésie)               | Liegnitz          | 01 (Grünberg-Freystadt) | Karl zu Carolath-Beuthen                            |       | DRP             |
| Royaume de Prusse (Silésie)               | Liegnitz          | 02 (Sagan-Sprottau) | Ludwig von Rönne                                    |       | NLP             |
| Royaume de Prusse (Silésie)               | Liegnitz          | 03 (Glogau) | Carl Braun                                          |       | NLP             |
| Royaume de Prusse (Silésie)               | Liegnitz          | 04 (Lüben-Bunzlau) | Adalbert Falk                                       |       | DRP             |
| Royaume de Prusse (Silésie)               | Liegnitz          | 05 (Löwenberg) | Karl Leopold Michaelis                              |       | NLP             |
| Royaume de Prusse (Silésie)               | Liegnitz          | 06 (Liegnitz-Goldberg-Haynau) | Ludwig Jacobi                                       |       | NLP             |
| Royaume de Prusse (Silésie)               | Liegnitz          | 07 (Landeshut-Jauer-Bolkenhain) | Rudolf von Gneist                                   |       | NLP             |
| Royaume de Prusse (Silésie)               | Liegnitz          | 08 (Schönau-Hirschberg) | Johann Louis Tellkampf                              |       | NLP             |
| Royaume de Prusse (Silésie)               | Liegnitz          | 09 (Görlitz-Lauban) | Louis Ferdinand Albrecht Müller                     |       | DFP             |
| Royaume de Prusse (Silésie)               | Liegnitz          | 10 (Rothenburg-Hoyerswerda) | Otto Theodor von Seydewitz                          |       | KP              |
| Royaume de Prusse (Saxe)                  | Magdebourg        | 01 (Salzwedel-Gardelegen) | Friedrich Kapp                                      |       | NLP             |
| Royaume de Prusse (Saxe)                  | Magdebourg        | 02 (Stendal-Osterburg) | Hugo Thiel                                          |       | NLP             |
| Royaume de Prusse (Saxe)                  | Magdebourg        | 03 (Jerichow I-Jerichow II) | Gustav von Bonin                                    |       | LRP             |
| Royaume de Prusse (Saxe)                  | Magdebourg        | 04 (Magdebourg) | Hans Victor von Unruh                               |       | NLP             |
| Royaume de Prusse (Saxe)                  | Magdebourg        | 05 (Neuhaldensleben-Wolmirstedt) | Max von Forckenbeck                                 |       | NLP             |
| Royaume de Prusse (Saxe)                  | Magdebourg        | 06 (Wanzleben) | Robert von Benda                                    |       | NLP             |
| Royaume de Prusse (Saxe)                  | Magdebourg        | 07 (Aschersleben-Quedlinbourg-Calbe-sur-la-Saale) | Adolph von Dietze                                   |       | DRP             |
| Royaume de Prusse (Saxe)                  | Magdebourg        | 08 (Halberstadt-Oschersleben-Wernigerode) | August von Bernuth                                  |       | NLP             |
| Royaume de Prusse (Saxe)                  | Mersebourg        | 01 (Liebenwerda-Torgau) | Bernhard Grobe                                      |       | NLP             |
| Royaume de Prusse (Saxe)                  | Mersebourg        | 02 (Schweinitz-Wittemberg) | Georg von Siemens                                   |       | NLP             |
| Royaume de Prusse (Saxe)                  | Mersebourg        | 03 (Bitterfeld-Delitzsch) | Carl Gustav Thilo                                   |       | DRP             |
| Royaume de Prusse (Saxe)                  | Mersebourg        | 04 (Halle-sur-Saale-la Saale) | Wilhelm Spielberg                                   |       | DFP             |
| Royaume de Prusse (Saxe)                  | Mersebourg        | 05 (Mansfeld-Lac-Mansfeld-Montagne) | Anton Sombart                                       |       | NLP             |
| Royaume de Prusse (Saxe)                  | Mersebourg        | 06 (Sangerhausen-Eckartsberga) | Hermann Jüngken                                     |       | NLP             |
| Royaume de Prusse (Saxe)                  | Mersebourg        | 07 (Querfurt-Mersebourg) | Johannes Moritz Wölfel                              |       | NLP             |
| Royaume de Prusse (Saxe)                  | Mersebourg        | 08 (Naumbourg-Weißenfels-Zeitz) | Otto Rohland                                        |       | DFP             |
| Royaume de Prusse (Saxe)                  | Erfurt            | 01 (Comté d'Hohenstein) | Ludwig Albert Jaeger                                |       | NLP             |
| Royaume de Prusse (Saxe)                  | Erfurt            | 02 (Heiligenstadt-Worbis) | Eduard Strecker                                     |       | ZEN             |
| Royaume de Prusse (Saxe)                  | Erfurt            | 03 (Muhlouse-Langensalza-Weißensee) | Karl Rudolf Friedenthal                             |       | DRP             |
| Royaume de Prusse (Saxe)                  | Erfurt            | 04 (Erfurt-Schleusingen-Ziegenrück) | Robert Lucius                                       |       | DRP             |
| Royaume de Prusse (Schleswig-Holstein)    |                   | 01 (Hadersleben-Sonderburg) | Hans Andersen Krüger                                |       | Däne            |
| Royaume de Prusse (Schleswig-Holstein)    |                   | 02 (Apenrade-Flensbourg) | Paul Hinschius                                      |       | NLP             |
| Royaume de Prusse (Schleswig-Holstein)    |                   | 03 (Schleswig-Eckernförde) | Christian Adolf Wallichs                            |       | NLP             |
| Royaume de Prusse (Schleswig-Holstein)    |                   | 04 (Tondern-Husum-Eiderstedt) | Hans Heinrich Wachs                                 |       | NLP             |
| Royaume de Prusse (Schleswig-Holstein)    |                   | 05 (Dithmarse-du-Nord-Dithmarse-du-Sud-Steinburg) | Karl Lorentzen                                      |       | DFP             |
| Royaume de Prusse (Schleswig-Holstein)    |                   | 06 (Pinneberg-Segeberg) | Georg Beseler                                       |       | NLP             |
| Royaume de Prusse (Schleswig-Holstein)    |                   | 07 (Kiel-Rendsburg) | Albert Hänel                                        |       | DFP             |
| Royaume de Prusse (Schleswig-Holstein)    |                   | 08 (Altona-Stormarn) | Wilhelm Hasenclever                                 |       | ADAV            |
| Royaume de Prusse (Schleswig-Holstein)    |                   | 09 (Oldenbourg-en-Holstein-Plön) | Otto Reimer                                         |       | ADAV            |
| Royaume de Prusse (Schleswig-Holstein)    |                   | 10 (Duché de Lauenbourg) | Richard Krieger                                     |       | NLP             |
| Royaume de Prusse (Hanovre)               |                   | 01 (Emden-Norden-Weener) | Wilhelm von Freeden                                 |       | NLP             |
| Royaume de Prusse (Hanovre)               |                   | 02 (Aurich-Wittmund-Leer) | Edo Peterssen                                       |       | NLP             |
| Royaume de Prusse (Hanovre)               |                   | 03 (Meppen-Lingen-Bentheim-Aschendorf-Hümmling) | Ludwig Windthorst                                   |       | ZEN             |
| Royaume de Prusse (Hanovre)               |                   | 04 (Osnabrück-Bersenbrück-Iburg) | Gustav Struckmann                                   |       | NLP             |
| Royaume de Prusse (Hanovre)               |                   | 05 (Melle-Diepholz-Wittlage-Sulingen-Stolzenau) | Johannes Struckmann                                 |       | NLP             |
| Royaume de Prusse (Hanovre)               |                   | 06 (Syke-Verden-Hoya-Achim) | Diedrich Precht                                     |       | NLP             |
| Royaume de Prusse (Hanovre)               |                   | 07 (Nienburg-Neustadt am Rübenberge-Fallingbostel) | Carl Ferdinand Nieper                               |       | DHP             |
| Royaume de Prusse (Hanovre)               |                   | 08 (Hanovre) | Heinrich Ewald                                      |       | DHP             |
| Royaume de Prusse (Hanovre)               |                   | 09 (Hamelin-Linden-Springe) | August Brande                                       |       | NLP             |
| Royaume de Prusse (Hanovre)               |                   | 10 (Hildesheim-Marienburg-Alfeld-sur-la-Leine-Gronau) | Hermann Roemer                                      |       | NLP             |
| Royaume de Prusse (Hanovre)               |                   | 11 (Einbeck-Northeim-Osterode am Harz-Uslar) | Siegfried Wilhelm Albrecht                          |       | NLP             |
| Royaume de Prusse (Hanovre)               |                   | 12 (Göttingen-Duderstadt-Münden) | Reinhard von Adelebsen                              |       | DHP             |
| Royaume de Prusse (Hanovre)               |                   | 13 (Goslar-Zellerfeld-Ilfeld) | Otto zu Stolberg-Wernigerode                        |       | DRP             |
| Royaume de Prusse (Hanovre)               |                   | 14 (Gifhorn-Celle-Peine-Burgdorf) | Carl Haarmann                                       |       | NLP             |
| Royaume de Prusse (Hanovre)               |                   | 15 (Lüchow-Uelzen-Dannenberg-Bleckede-Isenhagen) | Otto von Grote                                      |       | DHP             |
| Royaume de Prusse (Hanovre)               |                   | 16 (Lunebourg-Soltau-Winsen) | Erich von Reden                                     |       | NLP             |
| Royaume de Prusse (Hanovre)               |                   | 17 (Harbourg-Rotenbourg-en-Hanovre-Zeven) | August Grumbrecht                                   |       | NLP             |
| Royaume de Prusse (Hanovre)               |                   | 18 (Stade-Geestemünde-Bremervörde-Osterholz-Blumenthal) | Wilhelm Laporte                                     |       | NLP             |
| Royaume de Prusse (Hanovre)               |                   | 19 (Neuhaus-sur-l'Oste-Hadeln-Lehe-Kehdingen-Jork) | Rudolf von Bennigsen                                |       | NLP             |
| Royaume de Prusse (Westphalie)            | Münster           | 01 (Tecklembourg-Steinfurt-Ahaus) | Hermann von Mallinckrodt                            |       | ZEN             |
| Royaume de Prusse (Westphalie)            | Münster           | 02 (Münster-Coesfeld) | Clemens Heereman von Zuydwyck                       |       | ZEN             |
| Royaume de Prusse (Westphalie)            | Münster           | 03 (Borken-Recklinghausen) | Max von Landsberg-Velen                             |       | ZEN             |
| Royaume de Prusse (Westphalie)            | Münster           | 04 (Lüdinghausen-Beckum-Warendorf) | Ignatz von Landsberg-Velen und Steinfurt            |       | ZEN             |
| Royaume de Prusse (Westphalie)            | Minden            | 01 (Minden-Lübbecke) | Friedrich August von Etzel                          |       | NLP             |
| Royaume de Prusse (Westphalie)            | Minden            | 02 (Herford-Halle-en-Westphalie) | Rudolf von Borries                                  |       | NLP             |
| Royaume de Prusse (Westphalie)            | Minden            | 03 (Bielefeld-Wiedenbrück) | Julius Kisker                                       |       | DFP             |
| Royaume de Prusse (Westphalie)            | Minden            | 04 (Paderborn-Büren) | Hermann von und zu Brenken                          |       | ZEN             |
| Royaume de Prusse (Westphalie)            | Minden            | 05 (Höxter-Warburg) | Carl von Wendt-Papenhausen                          |       | ZEN             |
| Royaume de Prusse (Westphalie)            | Arnsberg          | 01 (Wittgenstein-Siegen-Biedenkopf) | Heinrich von Achenbach                              |       | DRP             |
| Royaume de Prusse (Westphalie)            | Arnsberg          | 02 (Olpe-Arnsberg-Meschede) | Peter Reichensperger                                |       | ZEN             |
| Royaume de Prusse (Westphalie)            | Arnsberg          | 03 (Altena-Iserlohn-Lüdenscheid) | Heinrich Kreutz                                     |       | DFP             |
| Royaume de Prusse (Westphalie)            | Arnsberg          | 04 (Hagen-Schwelm-Witten) | Eugen Richter                                       |       | DFP             |
| Royaume de Prusse (Westphalie)            | Arnsberg          | 05 (Bochum-Gelsenkirchen-Hattingen-Herne) | Wilhelm Loewe                                       |       | DFP             |
| Royaume de Prusse (Westphalie)            | Arnsberg          | 06 (Dortmund-Hörde) | Louis Constanz Berger                               |       | DFP             |
| Royaume de Prusse (Westphalie)            | Arnsberg          | 07 (Hamm-Soest) | Florens von Bockum-Dolffs                           |       | Libéral         |
| Royaume de Prusse (Westphalie)            | Arnsberg          | 08 (Lippstadt-Brilon) | Theodor Schroeder                                   |       | ZEN             |
| Royaume de Prusse (Hesse-Nassau)          | Wiesbaden         | 01 (Haut-Taunus-Höchst-Usingen) | Adolf Brüning                                       |       | NLP             |
| Royaume de Prusse (Hesse-Nassau)          | Wiesbaden         | 02 (Wiesbaden-Rheingau-Bas-Taunus) | Hermann Schulze-Delitzsch                           |       | DFP             |
| Royaume de Prusse (Hesse-Nassau)          | Wiesbaden         | 03 (Saint-Goarshausen-Bas-Westerwald) | Ernst Lieber                                        |       | ZEN             |
| Royaume de Prusse (Hesse-Nassau)          | Wiesbaden         | 04 (Limbourg-Haute-Lahn-Basse-Lahn) | Johannes Knapp                                      |       | DFP             |
| Royaume de Prusse (Hesse-Nassau)          | Wiesbaden         | 05 (Dill-Haut-Westerwald) | Georg Thilenius                                     |       | NLP             |
| Royaume de Prusse (Hesse-Nassau)          | Wiesbaden         | 06 (Francfort-sur-le-Main) | Leopold Sonnemann                                   |       | DtVP            |
| Royaume de Prusse (Hesse-Nassau)          | Cassel            | 01 (Comté de Schaumbourg-Hofgeismar-Wolfhagen) | Friedrich Oetker                                    |       | NLP             |
| Royaume de Prusse (Hesse-Nassau)          | Cassel            | 02 (Cassel-Melsungen) | Otto Bähr                                           |       | NLP             |
| Royaume de Prusse (Hesse-Nassau)          | Cassel            | 03 (Fritzlar-Homberg-Ziegenhain) | Wilhelm Wehrenpfennig                               |       | NLP             |
| Royaume de Prusse (Hesse-Nassau)          | Cassel            | 04 (Eschwege-Seigneurie de Schmalkalden-Witzenhausen) | Richard Harnier                                     |       | NLP             |
| Royaume de Prusse (Hesse-Nassau)          | Cassel            | 05 (Marbourg-Frankenberg-Kirchhain) | Gottfried Fenner                                    |       | NLP             |
| Royaume de Prusse (Hesse-Nassau)          | Cassel            | 06 (Hersfeld-Rotenburg-sur-la-Fulda-Hünfeld) | Wilhelm Gleim                                       |       | NLP             |
| Royaume de Prusse (Hesse-Nassau)          | Cassel            | 07 (Fulda-Schlüchtern-Gersfeld) | Franz Herrlein                                      |       | ZEN             |
| Royaume de Prusse (Hesse-Nassau)          | Cassel            | 08 (Hanau-Gelnhausen) | Hermann Weigel                                      |       | NLP             |
| Royaume de Prusse (Rhénanie)              | Cologne           | 01 (Cologne-Ville) | Nicola Philipp Grosman                              |       | ZEN             |
| Royaume de Prusse (Rhénanie)              | Cologne           | 02 (Cologne-Campagne) | Friedrich Wilhelm Grosman                           |       | ZEN             |
| Royaume de Prusse (Rhénanie)              | Cologne           | 03 (Bergheim-sur-l'Erft-Euskirchen) | Wilhelm Rudolphi                                    |       | ZEN             |
| Royaume de Prusse (Rhénanie)              | Cologne           | 04 (Rheinbach-Bonn) | Eugen von Kesseler                                  |       | ZEN             |
| Royaume de Prusse (Rhénanie)              | Cologne           | 05 (Sieg-Waldbröl) | Joseph Lingens                                      |       | ZEN             |
| Royaume de Prusse (Rhénanie)              | Cologne           | 06 (Mülheim-sur-le-Rhin-Gummersbach-Wipperfürth) | Constantin Hamm                                     |       | ZEN             |
| Royaume de Prusse (Rhénanie)              | Düsseldorf        | 01 (Remscheid-Lennep-Mettmann) | Friedrich Techow                                    |       | NLP             |
| Royaume de Prusse (Rhénanie)              | Düsseldorf        | 02 (Elberfeld-Barmen) | Wilhelm Hasselmann                                  |       | ADAV            |
| Royaume de Prusse (Rhénanie)              | Düsseldorf        | 03 (Solingen) | Peter Kloeppel                                      |       | DFP             |
| Royaume de Prusse (Rhénanie)              | Düsseldorf        | 04 (Düsseldorf) | Josef Bernards                                      |       | ZEN             |
| Royaume de Prusse (Rhénanie)              | Düsseldorf        | 05 (Essen-Ville) | Christoph Ernst Friedrich von Forcade de Biaix      |       | ZEN             |
| Royaume de Prusse (Rhénanie)              | Düsseldorf        | 06 (Duisbourg-Mülheim-Ruhrort-Oberhausen) | Johann Friedrich von Schulte                        |       | NLP             |
| Royaume de Prusse (Rhénanie)              | Düsseldorf        | 07 (Moers-Rees) | Heinrich Grütering                                  |       | ZEN             |
| Royaume de Prusse (Rhénanie)              | Düsseldorf        | 08 (Clèves-Gueldre) | Theodor Ferdinand Ulrich                            |       | ZEN             |
| Royaume de Prusse (Rhénanie)              | Düsseldorf        | 09 (Kempen) | Hugo Pfafferott                                     |       | ZEN             |
| Royaume de Prusse (Rhénanie)              | Düsseldorf        | 10 (Gladbach) | Friedrich von Kehler                                |       | ZEN             |
| Royaume de Prusse (Rhénanie)              | Düsseldorf        | 11 (Krefeld) | August Reichensperger                               |       | ZEN             |
| Royaume de Prusse (Rhénanie)              | Düsseldorf        | 12 (Neuss-Grevenbroich) | Albert von Thimus                                   |       | ZEN             |
| Royaume de Prusse (Rhénanie)              | Coblence          | 01 (Wetzlar-Altenkirchen) | Ludwig von Beughem                                  |       | NLP             |
| Royaume de Prusse (Rhénanie)              | Coblence          | 02 (Neuwied) | Alfred zu Stolberg-Stolberg                         |       | ZEN             |
| Royaume de Prusse (Rhénanie)              | Coblence          | 03 (Coblence-Saint-Goar) | Karl Friedrich von Savigny                          |       | ZEN             |
| Royaume de Prusse (Rhénanie)              | Coblence          | 04 (Kreuznach-Simmern) | Heinrich von Treitschke                             |       | NLP             |
| Royaume de Prusse (Rhénanie)              | Coblence          | 05 (Mayen-Ahrweiler) | Friedrich Franz Kochann                             |       | ZEN             |
| Royaume de Prusse (Rhénanie)              | Coblence          | 06 (Adenau-Cochem-Zell) | Andreas von Grand-Ry                                |       | ZEN             |
| Royaume de Prusse (Rhénanie)              | Trèves            | 01 (Daun-Bitburg-Prüm) | Cajus zu Stolberg-Stolberg                          |       | ZEN             |
| Royaume de Prusse (Rhénanie)              | Trèves            | 02 (Wittlich-Bernkastel) | Christian Dieden                                    |       | ZEN             |
| Royaume de Prusse (Rhénanie)              | Trèves            | 03 (Trèves) | Paul Majunke                                        |       | ZEN             |
| Royaume de Prusse (Rhénanie)              | Trèves            | 04 (Sarrelouis-Merzig-Sarrebourg) | Bartholomäus Haanen                                 |       | ZEN             |
| Royaume de Prusse (Rhénanie)              | Trèves            | 05 (Sarrebruck) | Georg Bluhme                                        |       | NLP             |
| Royaume de Prusse (Rhénanie)              | Trèves            | 06 (Ottweiler-Saint-Wendel-Meisenheim) | Carl Ferdinand von Stumm-Halberg                    |       | DRP             |
| Royaume de Prusse (Rhénanie)              | Aix-la-Chapelle   | 01 (Schleiden-Malmedy-Montjoie) | Heinrich Franssen                                   |       | ZEN             |
| Royaume de Prusse (Rhénanie)              | Aix-la-Chapelle   | 02 (Eupen-Aix-la-Chapelle-Campagne) | Adam Bock                                           |       | ZEN             |
| Royaume de Prusse (Rhénanie)              | Aix-la-Chapelle   | 03 (Aix-la-Chapelle-Ville) | Friedrich Baudri                                    |       | ZEN             |
| Royaume de Prusse (Rhénanie)              | Aix-la-Chapelle   | 04 (Düren-Juliers) | Franz Werner von Leykam                             |       | ZEN             |
| Royaume de Prusse (Rhénanie)              | Aix-la-Chapelle   | 05 (Geilenkirchen-Heinsberg-Erkelenz) | Carl Lucius                                         |       | ZEN             |
| Royaume de Prusse (Hohenzollern)          | Sigmaringen       | 01 (Sigmaringen-Hechingen) | Adolf von Kleinsorgen                               |       | ZEN             |
| Royaume de Bavière                        | Haute-Bavière     | 01 (Munich I (Altstadt-Lehel-Maxvorstadt) | Franz August Schenk von Stauffenberg                |       | NLP             |
| Royaume de Bavière                        | Haute-Bavière     | 02 (Munich II (Isarvorstadt-Ludwigsvorstadt-Au-Haidhausen-Giesing) -Munich-Campagne-Starnberg-Wolfratshausen | Anton Westermayer                                   |       | ZEN             |
| Royaume de Bavière                        | Haute-Bavière     | 03 (Aichach-Friedberg-Dachau-Schrobenhausen) | Joseph Anton Schmid                                 |       | ZEN             |
| Royaume de Bavière                        | Haute-Bavière     | 04 (Ingolstadt-Freising-Pfaffenhofen) | Peter Karl von Aretin                               |       | ZEN             |
| Royaume de Bavière                        | Haute-Bavière     | 05 (Wasserburg-Erding-Mühldorf) | Maximilian von Soden-Fraunhofen                     |       | ZEN             |
| Royaume de Bavière                        | Haute-Bavière     | 06 (Weilheim-Werdenfels-Bruck-Landsberg-Schongau) | Ferdinand von Miller                                |       | ZEN             |
| Royaume de Bavière                        | Haute-Bavière     | 07 (Rosenheim-Ebersberg-Miesbach-Tölz) | Franz Köllerer                                      |       | ZEN             |
| Royaume de Bavière                        | Haute-Bavière     | 08 (Traunstein-Laufen-Berchtesgaden-Altötting) | Karl Senestrey                                      |       | ZEN             |
| Royaume de Bavière                        | Basse-Bavière     | 01 (Landshut-Dingolfing-Vilsbiburg) | Karl von Ow                                         |       | ZEN             |
| Royaume de Bavière                        | Basse-Bavière     | 02 (Straubing-Bogen-Landau-Vilshofen) | Conrad von Preysing                                 |       | ZEN             |
| Royaume de Bavière                        | Basse-Bavière     | 03 (Passau-Wegscheid-Wolfstein-Grafenau) | Adolf Krätzer                                       |       | ZEN             |
| Royaume de Bavière                        | Basse-Bavière     | 04 (Pfarrkirchen-Eggenfelden-Griesbach) | Benedikt Winkelhofer                                |       | ZEN             |
| Royaume de Bavière                        | Basse-Bavière     | 05 (Deggendorf-Regen-Viechtach-Kötzting) | Aloys Hafenbrädl                                    |       | ZEN             |
| Royaume de Bavière                        | Basse-Bavière     | 06 (Kelheim-Regen-Rottenburg-Mallersdorf) | Karl Anton Lang                                     |       | ZEN             |
| Royaume de Bavière                        | Palatinat         | 01 (Spire-Ludwigshafen-Frankenthal) | Ludwig Groß                                         |       | DFP             |
| Royaume de Bavière                        | Palatinat         | 02 (Landau-Neustadt-en-Haardt) | Ludwig Andreas Jordan                               |       | NLP             |
| Royaume de Bavière                        | Palatinat         | 03 (Germersheim-Bergzabern) | Theodor Spaeth                                      |       | NLP             |
| Royaume de Bavière                        | Palatinat         | 04 (Deux-Ponts-Pirmasens) | Karl Heinrich Schmidt                               |       | NLP             |
| Royaume de Bavière                        | Palatinat         | 05 (Hombourg-Kusel) | Franz Armand Buhl                                   |       | NLP             |
| Royaume de Bavière                        | Palatinat         | 06 (Kaiserslautern-Kirchheimbolanden) | August Zinn                                         |       | DFP             |
| Royaume de Bavière                        | Haut-Palatinat    | 01 (Ratisbonne-Burglengenfeld-Stadtamhof) | Johann Brückl                                       |       | ZEN             |
| Royaume de Bavière                        | Haut-Palatinat    | 02 (Amberg-Nabburg-Sulzbach-Eschenbach) | Franz Rußwurm                                       |       | ZEN             |
| Royaume de Bavière                        | Haut-Palatinat    | 03 (Neumarkt-Velburg-Hemau) | Johann Michael Triller                              |       | ZEN             |
| Royaume de Bavière                        | Haut-Palatinat    | 04 (Neunburg-Waldmünchen-Cham-Roding) | Michael Datzl                                       |       | ZEN             |
| Royaume de Bavière                        | Haut-Palatinat    | 05 (Neustadt-sur-la-Waldnaab-Vohenstrauß-Tirschenreuth) | Michael Huber                                       |       | ZEN             |
| Royaume de Bavière                        | Haute-Franconie   | 01 (Hof-Naila-Rehau-Münchberg) | Friedrich von Schauß                                |       | NLP             |
| Royaume de Bavière                        | Haute-Franconie   | 02 (Bayreuth-Wunsiedel-Berneck) | Melchior Stenglein                                  |       | NLP             |
| Royaume de Bavière                        | Haute-Franconie   | 03 (Forchheim-Kulmbach-Pegnitz-Ebermannstadt) | Clovis de Hohenlohe-Schillingsfürst                 |       | LRP             |
| Royaume de Bavière                        | Haute-Franconie   | 04 (Kronach-Staffelstein-Lichtenfels-Stadtsteinach-Teuschnitz) | Matthäus Kirchner                                   |       | ZEN             |
| Royaume de Bavière                        | Haute-Franconie   | 05 (Bamberg-Höchstadt) | Jacob Schüttinger                                   |       | ZEN             |
| Royaume de Bavière                        | Moyenne-Franconie | 01 (Nuremberg) | Wolf Frankenburger                                  |       | DFP             |
| Royaume de Bavière                        | Moyenne-Franconie | 02 (Erlangen-Fürth-Hersbruck) | Heinrich Marquardsen                                |       | NLP             |
| Royaume de Bavière                        | Moyenne-Franconie | 03 (Ansbach-Schwabach-Heilsbronn) | Karl Föckerer                                       |       | DFP             |
| Royaume de Bavière                        | Moyenne-Franconie | 04 (Eichstätt-Beilngries-Weissembourg) | Friedrich von Quadt-Wykradt-Isny                    |       | ZEN             |
| Royaume de Bavière                        | Moyenne-Franconie | 05 (Dinkelsbühl-Gunzenhausen-Feuchtwangen) | Otto Erhard                                         |       | DFP             |
| Royaume de Bavière                        | Moyenne-Franconie | 06 (Rothembourg-sur-la-Tauber-Neustadt-sur-l'Aisch) | Friedrich Pabst                                     |       | NLP             |
| Royaume de Bavière                        | Basse-Franconie   | 01 (Aschaffenbourg-Alzenau-Obernburg-Miltenberg) | Thomas Hauck                                        |       | ZEN             |
| Royaume de Bavière                        | Basse-Franconie   | 02 (Kitzingen-Gerolzhofen-Ochsenfurt) | Clemens August von Schönborn-Wiesentheid            |       | ZEN             |
| Royaume de Bavière                        | Basse-Franconie   | 03 (Lohr-Karlstadt-Hamelbourg-Marktheidenfeld-Gemünden) | Georg Arbogast von und zu Franckenstein             |       | ZEN             |
| Royaume de Bavière                        | Basse-Franconie   | 04 (Neustadt-sur-la-Saale-Brückenau-Mellrichstadt-Königshofen-Kissingen) | Gustav von Habermann                                |       | ZEN             |
| Royaume de Bavière                        | Basse-Franconie   | 05 (Schweinfurt-Haßfurt-Ebern) | Georg Bauch                                         |       | ZEN             |
| Royaume de Bavière                        | Basse-Franconie   | 06 (Wurtzbourg) | Ludwig von Zu Rhein                                 |       | ZEN             |
| Royaume de Bavière                        | Souabe            | 01 (Augsbourg-Wertingen) | Josef Edmund Jörg                                   |       | ZEN             |
| Royaume de Bavière                        | Souabe            | 02 (Donauwörth-Nördlingen-Neubourg) | Max Mayer                                           |       | ZEN             |
| Royaume de Bavière                        | Souabe            | 03 (Dillingen-Guntzbourg-Zusmarshausen) | Rudolf Weiß                                         |       | ZEN             |
| Royaume de Bavière                        | Souabe            | 04 (Illertissen-Neu-Ulm-Memmingen-Krumbach) | Ludwig von Aretin                                   |       | ZEN             |
| Royaume de Bavière                        | Souabe            | 05 (Kaufbeuren-Mindelheim-Oberdorf-Füssen) | Matthias Merkle                                     |       | ZEN             |
| Royaume de Bavière                        | Souabe            | 06 (Immenstadt-Sonthofen-Kempten-en-Allgäu-Lindau) | Joseph Völk                                         |       | NLP             |
| Royaume de Saxe                           |                   | 01 (Zittau) | Julius Pfeiffer                                     |       | NLP             |
| Royaume de Saxe                           |                   | 02 (Löbau) | Julius Frühauf                                      |       | NLP             |
| Royaume de Saxe                           |                   | 03 (Bautzen-Kamenz-Bischofswerda) | Hermann von Nostitz-Wallwitz                        |       | DRP             |
| Royaume de Saxe                           |                   | 04 (Dresde-rive-droite-Radeberg-Radeburg) | Friedrich von Schwarze                              |       | DRP             |
| Royaume de Saxe                           |                   | 05 (Dresde-rive-gauche) | Heinrich Minckwitz                                  |       | DFP             |
| Royaume de Saxe                           |                   | 06 (Dresde-Campagne-Dippoldiswalde) | Karl Gustav Ackermann                               |       | DRP             |
| Royaume de Saxe                           |                   | 07 (Meissen-Großenhain-Riesa) | Gustav Richter                                      |       | DRP             |
| Royaume de Saxe                           |                   | 08 (Pirna-Sebnitz) | Arthur Eysoldt                                      |       | DFP             |
| Royaume de Saxe                           |                   | 09 (Freiberg-Hainichen) | August Geib                                         |       | SDAP            |
| Royaume de Saxe                           |                   | 10 (Döbeln-Nossen-Leisnig) | Wilhelm Oehmichen                                   |       | DFP             |
| Royaume de Saxe                           |                   | 11 (Oschatz-Wurzen-Grimma) | Theodor Günther                                     |       | DRP             |
| Royaume de Saxe                           |                   | 12 (Leipzig-Ville) | Eduard Stephani                                     |       | NLP             |
| Royaume de Saxe                           |                   | 13 (Leipzig-Campagne-Taucha-Markranstädt-Zwenkau) | Carl Erdmann Heine                                  |       | DFP             |
| Royaume de Saxe                           |                   | 14 (Borna-Geithain-Rochlitz) | Léonçe von Könneritz                                |       | DRP             |
| Royaume de Saxe                           |                   | 15 (Mittweida-Frankenberg-Augustusburg) | Julius Vahlteich                                    |       | SDAP            |
| Royaume de Saxe                           |                   | 16 (Chemnitz) | Johann Most                                         |       | SDAP            |
| Royaume de Saxe                           |                   | 17 (Glauchau-Meerane-Hohenstein-Ernstthal) | August Bebel                                        |       | SDAP            |
| Royaume de Saxe                           |                   | 18 (Zwickau-Crimmitschau-Werdau) | Julius Motteler                                     |       | SDAP            |
| Royaume de Saxe                           |                   | 19 (Stollberg-Schneeberg) | Wilhelm Liebknecht                                  |       | SDAP            |
| Royaume de Saxe                           |                   | 20 (Marienberg-Zschopau) | Eduard Brockhaus                                    |       | NLP             |
| Royaume de Saxe                           |                   | 21 (Annaberg-Schwarzenberg-Johanngeorgenstadt) | Heinrich Theodor Koch                               |       | NLP             |
| Royaume de Saxe                           |                   | 22 (Auerbach-Zschopau) | Otto Georgi                                         |       | NLP             |
| Royaume de Saxe                           |                   | 23 (Plauen-Oelsnitz-Klingenthal) | Karl Gotthold Krause                                |       | NLP             |
| Royaume de Wurtemberg                     |                   | 01 (Stuttgart) | Gustav Müller                                       |       | NLP             |
| Royaume de Wurtemberg                     |                   | 02 (Cannstatt-Louisbourg-Marbach-Waiblingen) | Karl von Varnbüler                                  |       | DRP             |
| Royaume de Wurtemberg                     |                   | 03 (Heilbronn-Besigheim-Brackenheim-Neckarsulm) | Friedrich Eduard Mayer                              |       | NLP             |
| Royaume de Wurtemberg                     |                   | 04 (Böblingen-Vaihingen-Leonberg-Maulbronn) | Otto Elben                                          |       | NLP             |
| Royaume de Wurtemberg                     |                   | 05 (Esslingen-Nürtingen-Kirchheim-Urach) | Georg Friedrich von Lenz                            |       | NLP             |
| Royaume de Wurtemberg                     |                   | 06 (Reutlingen-Tübingen-Rottenburg) | Friedrich Ludwig Gaupp                              |       | NLP             |
| Royaume de Wurtemberg                     |                   | 07 (Nagold-Calw-Neuenbürg-Herrenberg) | Lorenz Chevalier                                    |       | NLP             |
| Royaume de Wurtemberg                     |                   | 08 (Freudenstadt-Horb-Oberndorf-Sulz) | Christian von Frisch                                |       | NLP             |
| Royaume de Wurtemberg                     |                   | 09 (Balingen-Rottweil-Spaichingen-Tuttlingen) | Ludwig Schwarz                                      |       | DFP             |
| Royaume de Wurtemberg                     |                   | 10 (Gmünd-Göppingen-Welzheim-Schorndorf) | Otto von Sarwey                                     |       | DRP             |
| Royaume de Wurtemberg                     |                   | 11 (Hall-Backnang-Öhringen-Weinsberg) | Franz von Weber                                     |       | NLP             |
| Royaume de Wurtemberg                     |                   | 12 (Gerabronn-Crailsheim-Mergentheim-Künzelsau) | Hermann de Hohenlohe-Langenbourg                    |       | DRP             |
| Royaume de Wurtemberg                     |                   | 13 (Aalen-Gaildorf-Neresheim-Ellwangen) | Johann Leonhard Bayrhammer                          |       | ZEN             |
| Royaume de Wurtemberg                     |                   | 14 (Ulm-Heidenheim-Geislingen) | Robert Römer                                        |       | NLP             |
| Royaume de Wurtemberg                     |                   | 15 (Ehingen-Blaubeuren-Laupheim-Münsingen) | Karl von Schmid                                     |       | NLP             |
| Royaume de Wurtemberg                     |                   | 16 (Biberach-Leutkirch-Waldsee-Wangen) | Kajetan von Bissingen-Nippenburg                    |       | ZEN             |
| Royaume de Wurtemberg                     |                   | 17 (Ravensbourg-Tettnang-Saulgau-Riedlingen) | Constantin von Waldburg-Zeil                        |       | ZEN             |
| Grand-duché de Bade                       |                   | 01 (Constance-Überlingen-Stockach) | Johann Roder                                        |       | NLP             |
| Grand-duché de Bade                       |                   | 02 (Donaueschingen-Villingen) | Robert von Mohl                                     |       | NLP             |
| Grand-duché de Bade                       |                   | 03 (Waldshut-Säckingen-Neustadt-en-Forêt-Noire) | Franz Josef Faller                                  |       | NLP             |
| Grand-duché de Bade                       |                   | 04 (Lörrach-Müllheim) | Markus Pflüger                                      |       | NLP             |
| Grand-duché de Bade                       |                   | 05 (Fribourg-Emmendingen) | Paul Tritscheller                                   |       | NLP             |
| Grand-duché de Bade                       |                   | 06 (Lahr-Wolfach) | Wilhelm Morstadt                                    |       | NLP             |
| Grand-duché de Bade                       |                   | 07 (Offenbourg-Kehl) | Carl Baer                                           |       | NLP             |
| Grand-duché de Bade                       |                   | 08 (Rastatt-Bühl-Baden-Baden) | Franz Xaver Lender                                  |       | ZEN             |
| Grand-duché de Bade                       |                   | 09 (Pforzheim-Ettlingen) | Carl Friderich                                      |       | NLP             |
| Grand-duché de Bade                       |                   | 10 (Karlsruhe-Bruchsal) | Guillaume de Bade                                   |       | DRP             |
| Grand-duché de Bade                       |                   | 11 (Mannheim) | Ferdinand Scipio                                    |       | NLP             |
| Grand-duché de Bade                       |                   | 12 (Heidelberg-Mosbach) | Wilhelm Blum                                        |       | NLP             |
| Grand-duché de Bade                       |                   | 13 (Bretten-Sinsheim) | Karl von Grimm                                      |       | NLP             |
| Grand-duché de Bade                       |                   | 14 (Tauberbischofsheim-Buchen) | Joseph von Buß                                      |       | ZEN             |
| Grand-duché de Hesse                      |                   | 01 (Giessen) | Adalbert Nordeck zur Rabenau                        |       | LRP             |
| Grand-duché de Hesse                      |                   | 02 (Friedberg-Büdingen) | Bernhard Schroeder                                  |       | NLP             |
| Grand-duché de Hesse                      |                   | 03 (Lauterbach-Alsfeld-Schotten) | Wilhelm Oncken                                      |       | NLP             |
| Grand-duché de Hesse                      |                   | 04 (Darmstadt-Groß-Gerau) | Hermann Welcker                                     |       | DFP             |
| Grand-duché de Hesse                      |                   | 05 (Offenbach-Dieburg) | Friedrich Dernburg                                  |       | NLP             |
| Grand-duché de Hesse                      |                   | 06 (Erbach-Bensheim) | Georg Martin                                        |       | NLP             |
| Grand-duché de Hesse                      |                   | 07 (Worms-Heppenheim) | Cornelius Wilhelm von Heyl zu Herrnsheim            |       | NLP             |
| Grand-duché de Hesse                      |                   | 08 (Bingen-Alzey) | Ludwig Bamberger                                    |       | NLP             |
| Grand-duché de Hesse                      |                   | 09 (Mayence-Oppenheim) | Christoph Moufang                                   |       | ZEN             |
| Grand-duché de Mecklembourg-Schwerin      |                   | 01 (Hagenow-Toddin-Bakendorf-Lübtheen-Grevesmühlen -Grevesmühlen-Plüschow-Wittenburg-Walsmühlen-Zarrentin-Wittenburg) | Karl Friedrich Wilhelm Prosch                       |       | NLP             |
| Grand-duché de Mecklembourg-Schwerin      |                   | 02 (Schwerin-Chevalerie-Schwerin-Domaine-Crivitz-Chevalerie -Crivitz-Domaine-Wismar-Poel-Mecklembourg-Redentin-Gadebusch -Gadebusch-Rehna-Mecklembourg-Sternberg -Warin-Neukloster-Sternberg-Tempzin)                       | Anton Haupt                                         |       | NLP             |
| Grand-duché de Mecklembourg-Schwerin      |                   | 03 (Boizenburg-Chevalerie-Boizenburg-Domaine-Dobbertin-Dömitz -Goldberg-Grabow-Grabow-Eldena-Lübz-Lübz-Marnitz -Neustadt-en-Mecklembourg-Abbaye-Neustadt-en-Mecklembourg-Chevalerie -Neustadt-en-Mecklembourg-Domaine-Plau) | Moritz Wiggers                                      |       | DFP             |
| Grand-duché de Mecklembourg-Schwerin      |                   | 04 (Gnoien-Dargun-Gnoien-Neukalen-Ivenack-Malchow-Neukalen -Stavenhagen-Chevalerie-Stavenhagen-Domaine-Wredenhagen-Chevalerie -Wredenhagen-Domaine)                                                                         | Hermann Pogge                                       |       | NLP             |
| Grand-duché de Mecklembourg-Schwerin      |                   | 05 (Bützow-Chevalerie-Bützow-Domaine-Bützow-Rühn-Doberan -Ribnitz-Abbaye-Ribnitz-Chevalerie-Ribnitz-Domaine -Toitenwinkel zu Rostock)                                                                                       | Michael Baumgarten                                  |       | DFP             |
| Grand-duché de Mecklembourg-Schwerin      |                   | 06 (Güstrow-Rossewitz-Güstrow-Schwaan-Chevalerie-Schwaan-Domaine) | Friedrich Büsing                                    |       | NLP             |
| Grand-duché de Saxe-Weimar-Eisenach       |                   | 01 (Weimar-Apolda) | Paul von Bojanowski                                 |       | NLP             |
| Grand-duché de Saxe-Weimar-Eisenach       |                   | 02 (Eisenach-Dermbach) | Friedrich Sommer                                    |       | NLP             |
| Grand-duché de Saxe-Weimar-Eisenach       |                   | 03 (Iéna-Neustadt-sur-l'Orla) | Wilhelm Adolf Schmidt                               |       | NLP             |
| Grand-duché de Mecklembourg-Strelitz      |                   | 01 (Neustrelitz, Neubrandenbourg-Schönberg) | Franz Pogge                                         |       | NLP             |
| Grand-duché d'Oldenbourg                  |                   | 01 (Oldenbourg-Eutin-Birkenfeld) | August Hullmann                                     |       | NLP             |
| Grand-duché d'Oldenbourg                  |                   | 02 (Jever-Rüstringen-Brake-Westerstede-Varel-Elsfleth-Butjadingen) | Hermann Becker                                      |       | NLP             |
| Grand-duché d'Oldenbourg                  |                   | 03 (Vechta-Delmenhorst-Cloppenburg-Wildeshausen-Friesoythe) | Ferdinand Heribert von Galen                        |       | ZEN             |
| Duché de Brunswick                        |                   | 01 (Brunswick-Blankenburg) | Friedrich Wilhelm Schöttler                         |       | NLP             |
| Duché de Brunswick                        |                   | 02 (Helmstedt-Wolfenbüttel) | Bernhard Abeken                                     |       | NLP             |
| Duché de Brunswick                        |                   | 03 (Holzminden-Gandersheim) | Ferdinand Koch                                      |       | NLP             |
| Duché de Saxe-Meiningen                   |                   | 01 (Meiningen-Hildburghausen) | Wilhelm Kircher                                     |       | NLP             |
| Duché de Saxe-Meiningen                   |                   | 02 (Sonneberg-Saalfeld) | Eduard Lasker                                       |       | NLP             |
| Duché de Saxe-Altenbourg                  |                   | 01 (Altenbourg-Roda) | Gustav Richard Wagner                               |       | NLP             |
| Duché de Saxe-Cobourg et Gotha            |                   | 01 (Cobourg) | Max Weber                                           |       | NLP             |
| Duché de Saxe-Cobourg et Gotha            |                   | 02 (Gotha) | Carl Ausfeld                                        |       | DFP             |
| Duché d'Anhalt                            |                   | 01 (Dessau-Zerbst) | Ludwig von Cuny                                     |       | NLP             |
| Duché d'Anhalt                            |                   | 02 (Bernbourg-Köthen-Ballenstedt) | Julius Kraaz                                        |       | NLP             |
| Principauté de Schwarzbourg-Rudolstadt    |                   | 01 (Königsee-Frankenhausen) | Adolph Hoffmann                                     |       | DFP             |
| Principauté de Schwarzbourg-Sondershausen |                   | 01 (Sondershausen-Arnstadt-Gehren-Ebeleben) | Hermann Friedrich Valentin                          |       | NLP             |
| Principauté de Waldeck-Pyrmont            |                   | 01 (Eider-Twiste-Eisenberg-Pyrmont) | Johannes von Miquel                                 |       | NLP             |
| Principauté de Reuss branche aînée        |                   | 01 (Greiz-Burgk) | Heinrich Bernhard Oppenheim                         |       | NLP             |
| Principauté Reuss branche cadette         |                   | 01 (Gera-Schleiz) | Albert Traeger                                      |       | DFP             |
| Principauté de Schaumbourg-Lippe          |                   | 01 (Bückeburg-Stadthagen) | Franz Fritz von Dücker                              |       | NLP             |
| Principauté de Lippe                      |                   | 01 (Blomberg-Brake-Detmold-Lipperode-Cappel-Schötmar) | Franz Hausmann                                      |       | DFP             |
| Lübeck                                    |                   | 01 (Lübeck) | Karl Peter Klügmann                                 |       | NLP             |
| Brême                                     |                   | 01 (Brême-Bremerhaven) | Alexander Georg Mosle                               |       | NLP             |
| Hambourg                                  |                   | 01 (Neustadt-Sankt Pauli) | Rudolf Heinrich Möring                              |       | NLP             |
| Hambourg                                  |                   | 02 (Altstadt-Saint-Georges-Hammerbrook) | Hermann Schmidt                                     |       | NLP             |
| Hambourg                                  |                   | 03 (Hambourg-Campagne-Landherrenschaften) | Isaac Wolffson                                      |       | NLP             |
| Alsace-Lorraine                           |                   | 01 (Altkirch-Thann) | Landelin Winterer                                   |       | Alsace-Lorraine |
| Alsace-Lorraine                           |                   | 02 (Mulhouse) | Henri Haeffely                                      |       | Alsace-Lorraine |
| Alsace-Lorraine                           |                   | 03 (Colmar) | Jean-Baptiste Soehnlin                              |       | Alsace-Lorraine |
| Alsace-Lorraine                           |                   | 04 (Guebwiller) | Joseph Guerber                                      |       | Alsace-Lorraine |
| Alsace-Lorraine                           |                   | 05 (Ribeauvillé) | Jacob Ignatius Simonis                              |       | Alsace-Lorraine |
| Alsace-Lorraine                           |                   | 06 (Sélestat) | André Raess                                         |       | Alsace-Lorraine |
| Alsace-Lorraine                           |                   | 07 (Molsheim-Erstein) | Joseph Philippi                                     |       | Alsace-Lorraine |
| Alsace-Lorraine                           |                   | 08 (Strasbourg-Ville) | Ernest Lauth                                        |       | Alsace-Lorraine |
| Alsace-Lorraine                           |                   | 09 (Strasbourg-Campagne) | Alexis de Schauenburg                               |       | Alsace-Lorraine |
| Alsace-Lorraine                           |                   | 10 (Hagenau-Wissembourg) | Ludwig Hartmann                                     |       | Alsace-Lorraine |
| Alsace-Lorraine                           |                   | 11 (Saverne) | Édouard Teutsch                                     |       | Alsace-Lorraine |
| Alsace-Lorraine                           |                   | 12 (Sarreguemines-Forbach) | Joseph Eugène Pougnet                               |       | Alsace-Lorraine |
| Alsace-Lorraine                           |                   | 13 (Boulay-Thionville-Est-Thionville-Ouest) | Charles Abel                                        |       | Alsace-Lorraine |
| Alsace-Lorraine                           |                   | 14 (Metz-Ville-Metz-Campagne) | Paul Dupont des Loges                               |       | Alsace-Lorraine |
| Alsace-Lorraine                           |                   | 15 (Sarrebourg-Château-Salins) | Charles Germain                                     |       | Alsace-Lorraine |